# 魏家桥镇 (邵东市)
魏家桥镇是中華人民共和國湖南省邵阳市邵东市的一个大镇，原名为魏家桥乡，2001年正式撤乡建镇，正式更名为魏家桥镇。

## 教育
- 中学：魏家桥中学，官桥中学，霞光中学，其中霞光中学的篮球队远近闻名，为国家队培养了几名优秀的替补队员。

## 特产
魏家桥镇以种植水稻为主，猪血丸子是当地有名的特色产品.